# آزاکوسترول
آزاکوسترول (به انگلیسی: Azacosterol) با فرمول شیمیایی C۲۵H۴۴N۲O یک ترکیب شیمیایی با شناسه پاب‌کم ۱۰۰۲۳۱۹۹ است. که جرم مولی آن ۳۸۸٫۶۳ g/mol می‌باشد. 